# 芦屋市立山手中学校

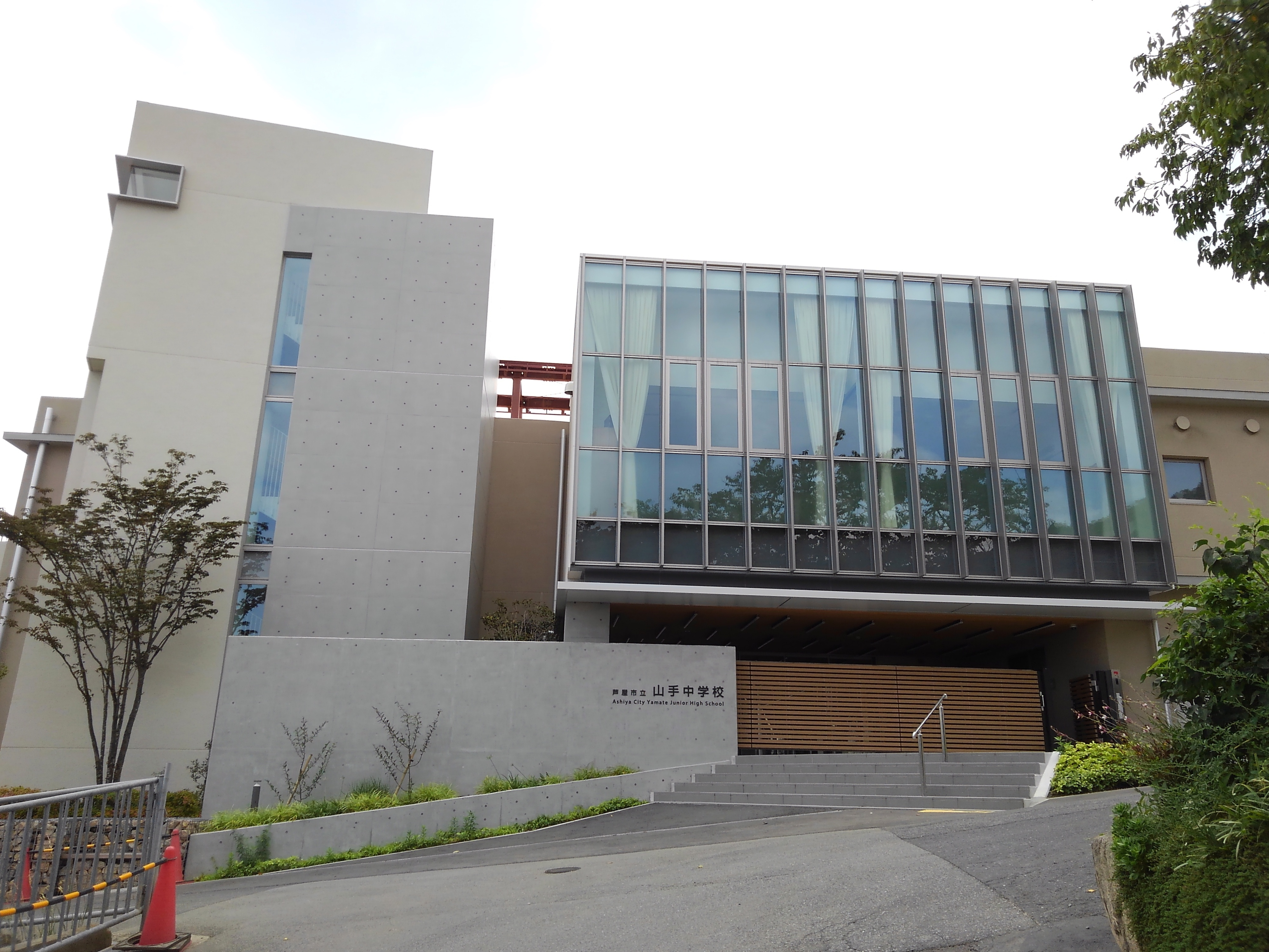
管理教室棟

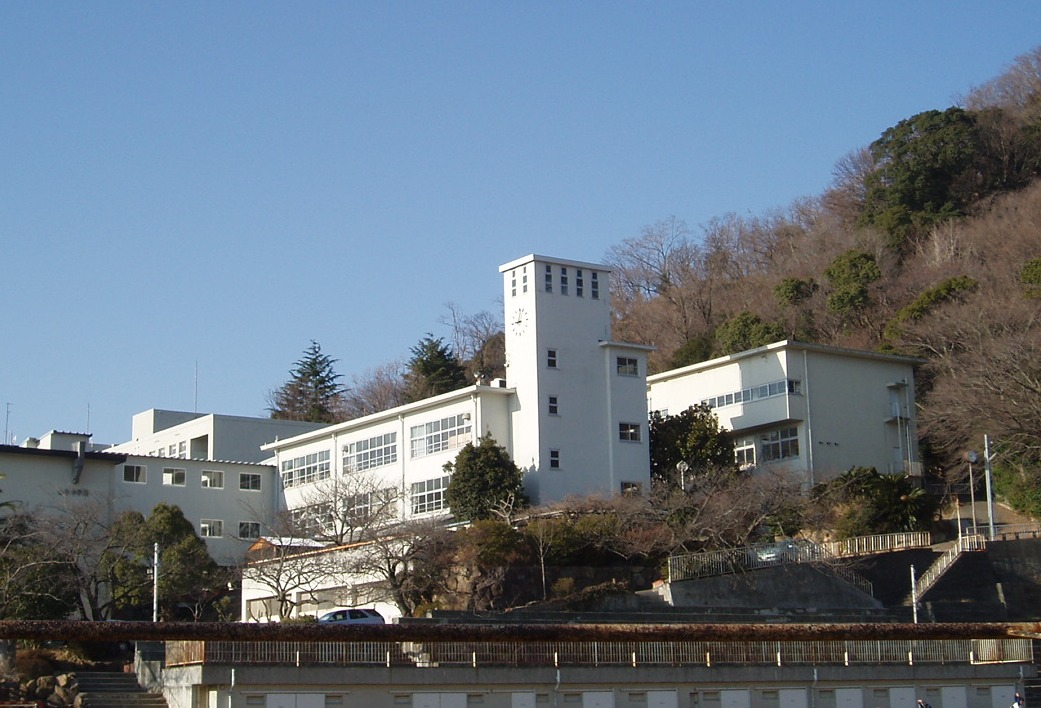
旧白い塔（2006年1月） 現存せず

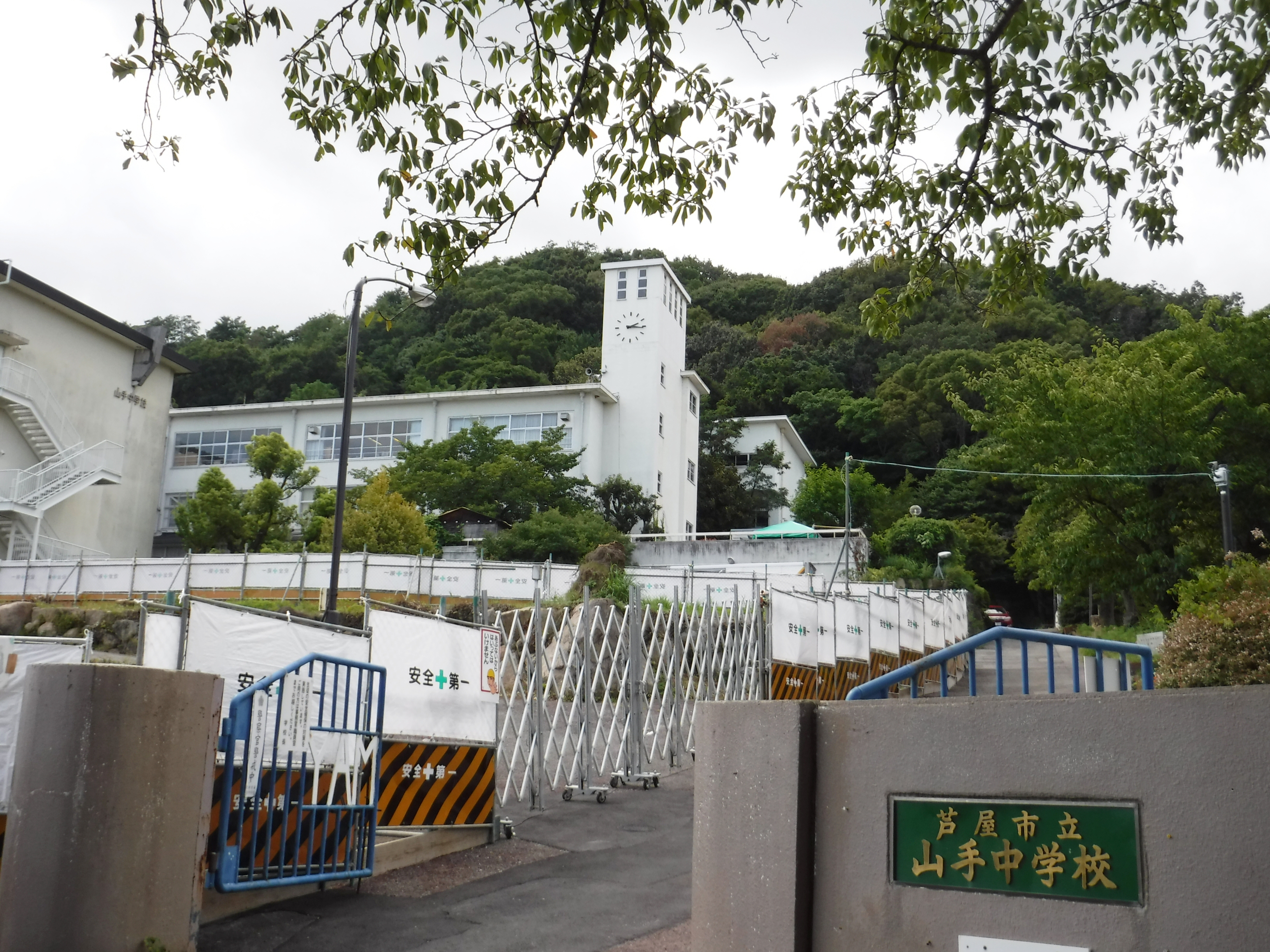
旧正門（2017年8月） 現存せず

芦屋市立山手中学校（あしやしりつやまてちゅうがっこう）は、兵庫県芦屋市三条町にある公立中学校。

## 概要
芦屋市のうち、国道2号以北の地域を校区とする。
高級住宅地である芦屋市の山手に位置し、自然豊かで静かな学校である。
六甲山地の中腹、標高約100メートルに位置し、裏山には弥生時代の高地性集落跡である会下山遺跡がある。この遺跡は元々、山手中学校の植物実習園の造成中に発見されたもので、1956年から1961年にかけて発掘が行われ、高床倉庫が復元されている。

## 沿革
- 1947年4月22日 - 芦屋市立山手小学校を仮校舎として開校。
- 1948年12月22日 - 川西町の新校舎に移転。
- 1952年9月1日 - 現在の校地に第1期校舎竣工。
- 1954年5月22日 - 第2期校舎（白い塔）竣工。
- 1957年3月15日 - 校歌制定。
- 1995年1月17日 - 阪神・淡路大震災が発生し、校内にある通称・白き塔が損壊する。

## 部活動

### 運動部
- 野球部
- ソフトテニス部
- サッカー部(1951年全国大会出場)
- 卓球部
- バスケットボール部
- 陸上競技部(過去全国大会出場)
- 女子バレーボール部

### 文化部
- 吹奏楽部
- 美術部
- 茶道部
- ESS部

## 通学区域
- 芦屋市[1]
  - 山手小学校区
    - 剱谷、奥山、奥池町、奥池南町、山手町、山芦屋町、東芦屋町、西山町、三条町、大原町、船戸町、松ノ内町、月若町、西芦屋町、三条南町、上宮川町、業平町、前田町、清水町

  - 岩園小学校区  
    - 六麓荘町、岩園町、翠ケ丘町、親王塚町、楠町

  - 朝日ヶ丘小学校区
    - 朝日ヶ丘町、東山町

## 進学前小学校
- 芦屋市立山手小学校[1]
- 芦屋市立岩園小学校[1]
- 芦屋市立朝日ヶ丘小学校[1]

## 著名な出身者
- 樺美智子 - 学生運動家
- 伊藤舞 - 元芦屋市長
- 堂本光一（KinKi Kids） - 歌手・タレント　※卒業は別中学
- 月亭八斗 - 落語家
- 福徳秀介（ジャルジャル） - お笑い芸人
- タイガー大越 - トランペット奏者
- 益一哉 - 東京工業大学学長

## 通学区域が隣接する学校
- 神戸市立有馬中学校
- 西宮市立大社中学校
- 神戸市立本山中学校
- 芦屋市立精道中学校
- 西宮市立山口中学校
- 神戸市立本山南中学校
- 西宮市立苦楽園中学校